# クロスボウ

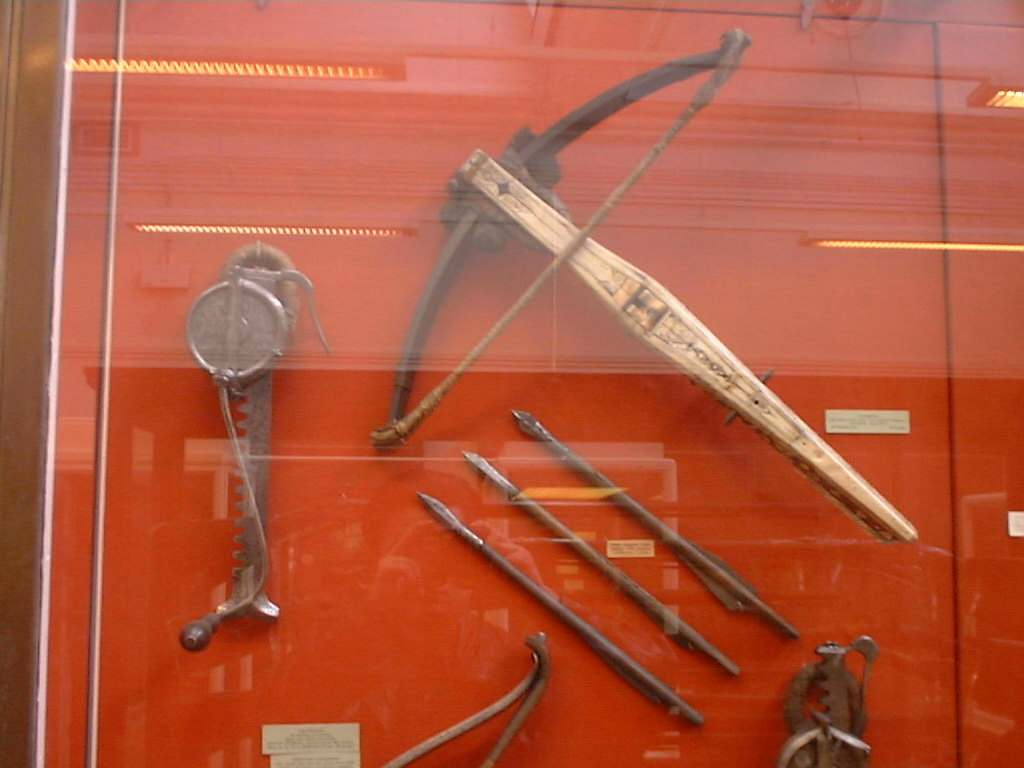
クロスボウ（右上）とその矢（下）・巻き上げ器（左）
ビクトリア&アルバート博物館所蔵

クロスボウ（英: crossbow）は、西洋で用いられた弓の一種であり、専用の矢を板ばねの力で弦により発射する武器である。漢字圏で弩（石弓）と呼ばれるものと構造がほぼ同一となっている。ヨーロッパでボルト (Crossbow bolt)、クォレル（またはクォーラル; quarrel）などと呼ばれる太く短い矢を発射する。木でできた台（弓床）の先端に交差するように弓が取り付けてある。
日本ではボウガン（bow〈弓〉とgun〈銃〉を合わせた和製英語）という表記がされるが、これは株式会社ボウガンの商標名でもあったため、報道などではクロスボウを和訳した洋弓銃（ようきゅうじゅう）という呼称が使われてきた。しかし、近年は同社が商標登録の更新をしていないため、「ボウガン」あるいは「ボーガン」という表記も使用されている。中国語では十字弓とも訳される。

## 歴史・変遷

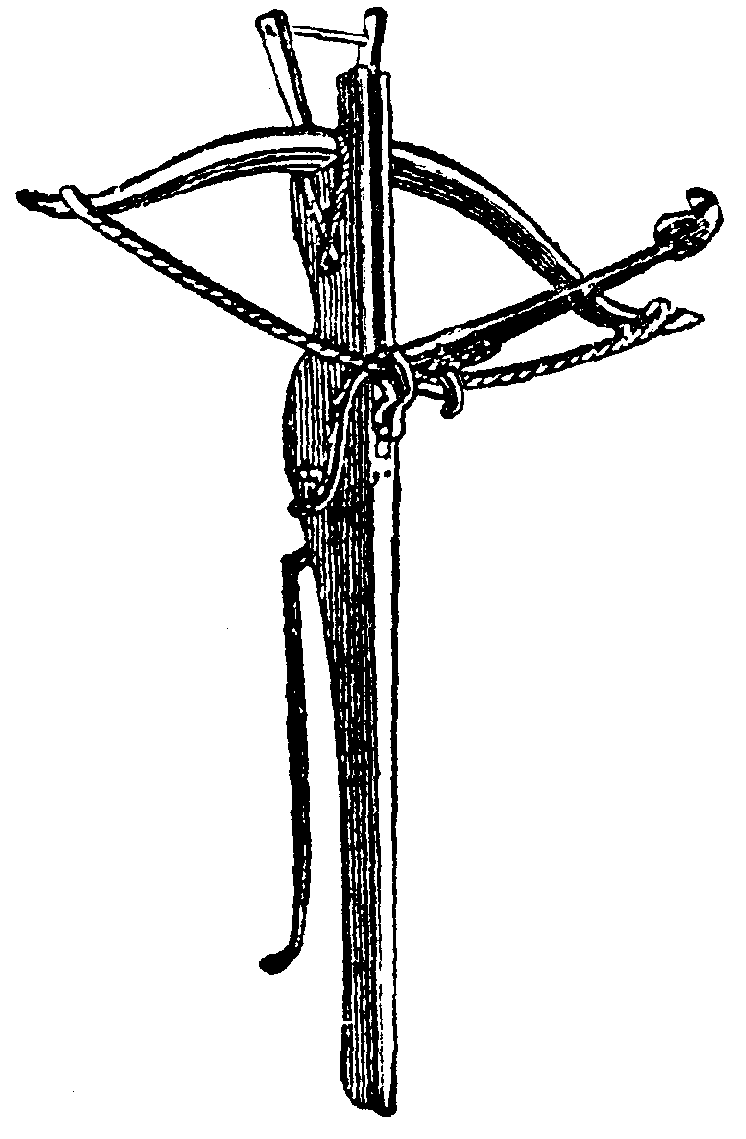
レバーを引く方式

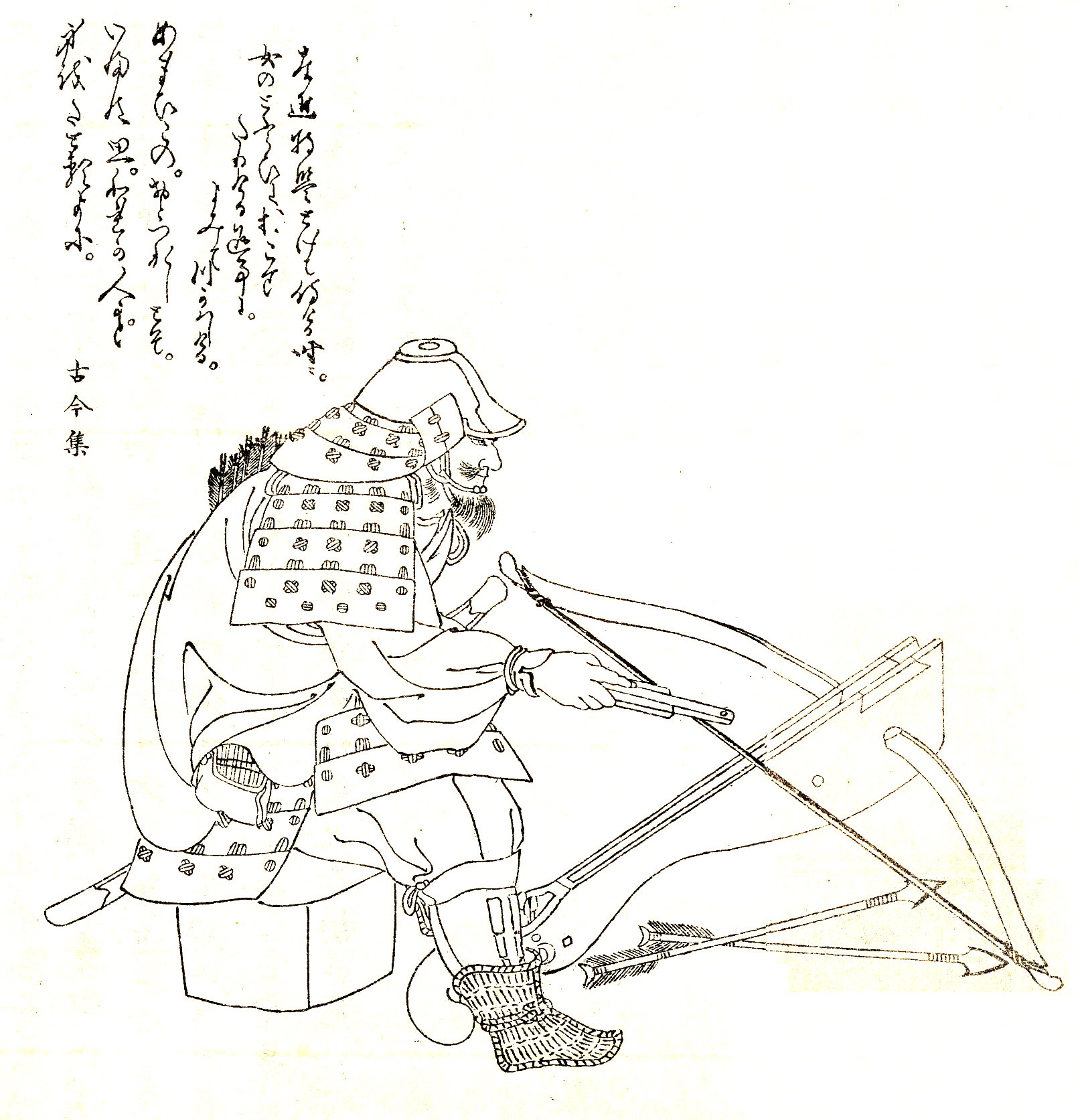
小野春風 /『前賢故実』より

同じ系譜の武器である中国の「弩」が歴史に姿を現したのは紀元前6世紀頃からで、紀元前4世紀には機械式の弩も生まれていた。もっとも信頼できる使用された記録は、紀元前342年の中国で起きた馬陵の戦いの時の物である。また、紀元前4世紀頃の古代ギリシアではガストラフェテース (γαστραφέτης, gastraphetēs) という腹と地面を使い、体重をかけて固定して、背筋を使って弦を引く方式のクロスボウが存在した（γαστρ-(γαστήρ)は腹、ἀφέτης < ἀφίημιは「（武器を）放つもの」を意味しており、この武器の名前は「腹当て機」とも訳される）。
西洋ではクロスボウが狩猟に用いられることもあり、紀元前から5世紀、それから11世紀以降になってから戦争でも使用されるようになった。5世紀から10世紀まで特にクロスボウに対する言及がなく戦争に使用されていたのか不明である。
古代ギリシア時代においては弓矢を含む遠距離兵器が下層民と傭兵の武器で使用者を蔑む文化があり、12世紀にはビザンツ帝国の歴史家アンナ・コムネナ（1083年 - 1155年ごろ）は、ギリシア人は野蛮人が作った新兵器と捉え、クロスボウの存在自体知らなかったと述べている。
1139年の第2ラテラン公会議にて神が憎む兵器であるとされ、キリスト教徒に使うことが禁止され使用対象は異教徒に限定された。第2ラテラン公会議の決定を多くの国はしばらくは遵守したものの武器として利用を再開した。そのため、再度禁止令が教会から出された。
それまで一般に使われていた弓は、他の武器に比べ射程が長く強力ではあるものの、弓を引き絞って構えるための筋力と、その状態で狙いをつけて放つための技術・訓練が必要で、弓術の訓練を受けた弓兵や狩猟で使う猟師以外には扱いにくかった。またモンゴル帝国など騎射による強力な軍隊を有する勢力が優位となってからも、幼少から馬と弓に慣れ親しんだ騎馬民族以外には簡単には真似できないことから軍事的に大きな優位となっていた。

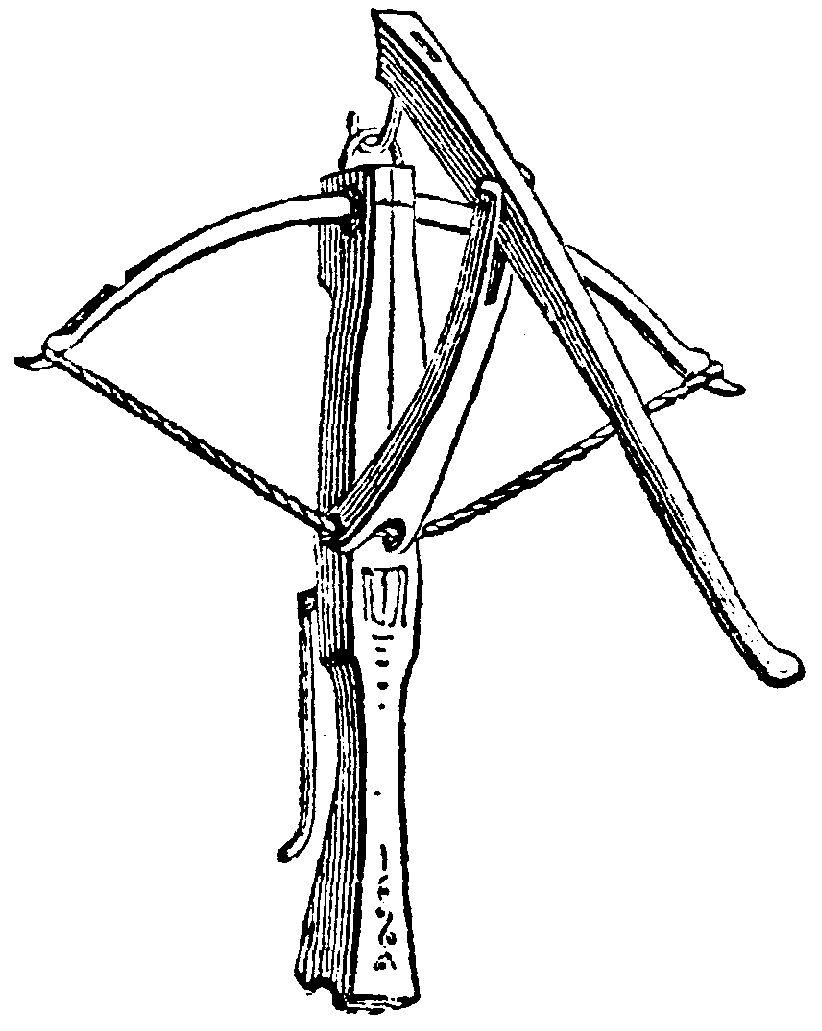
レバーを押す方式

これらの弱点を克服するために、台座に弓を取り付けることで固定し、あらかじめ弦を引いてセットしたものに矢を設置して引き金（トリガー）を引くことで矢を発射できるようにしたものがクロスボウである。弓のように長期間の訓練が不要となり、ほぼ素人でも強力な弓兵として運用が可能となった。また、台座を固定して弦を引っかける時だけ力があればいいので、手では引けないような強力な弓を搭載することで、威力や射程を大幅に高めたクロスボウも登場した。
弦を引く方式にはいくつかの種類があり、初期には、台尻の腹当てを腹にあてて体重を使いながら手で弦を引っ張ったり、先端にとりつけたあぶみに足を掛けたり、腰のベルトの鉤に滑車の鉤をかけて立ち上がったりすることで弦が引かれる方式、ゴウツフット（goat'foot。山羊の脚）というレバーで弦の掛け金をてこの原理で引く方式、てこの原理でレバーを押す方式、後部のハンドルをネジのように回すことでハンドルが後ろへ下がり弦が引かれるスクリュー・アンド・ハンドル (Screw and Handle) 方式、後々にはウィンドラス (windlass) という後部に付ける大きな両手回し式のハンドルを回して弦に繋がる滑車を巻き上げる方式や、クラニキン（crannequin）という下部や側部に付ける足掛け不要な片手回し式ハンドルを回して歯車と歯竿で弦を引く（ラック・アンド・ピニオン）方式のクロスボウなども誕生した。一部には弓の張力をやや落してハンドル操作で矢のセットと弦をつがえる操作を行えるリピーター・ボウも登場したが、こちらは威力が小さく構造が複雑で故障も多かったため、あまり普及せずに終わっている。
クロスボウは扱いが簡単であるが威力は高かったため、被弾した兵士に致命傷を与える危険性があった。致命傷を与えてしまうことは、生け捕りにして身代金を要求するという当時の戦争のやり方にもそぐわないものだった。そのため、各地の騎士・貴族からこの武器に対して猛反発が起こり、1139年にインノケンティウス2世が召集した第2ラテラン公会議で、「キリスト教徒への使用」は非人道的として禁止する教令が出されるほどにもなった。しかし、対異教徒に限定されず使用され、1199年にリチャード1世がクロスボウによって死亡した事例なども見られる。

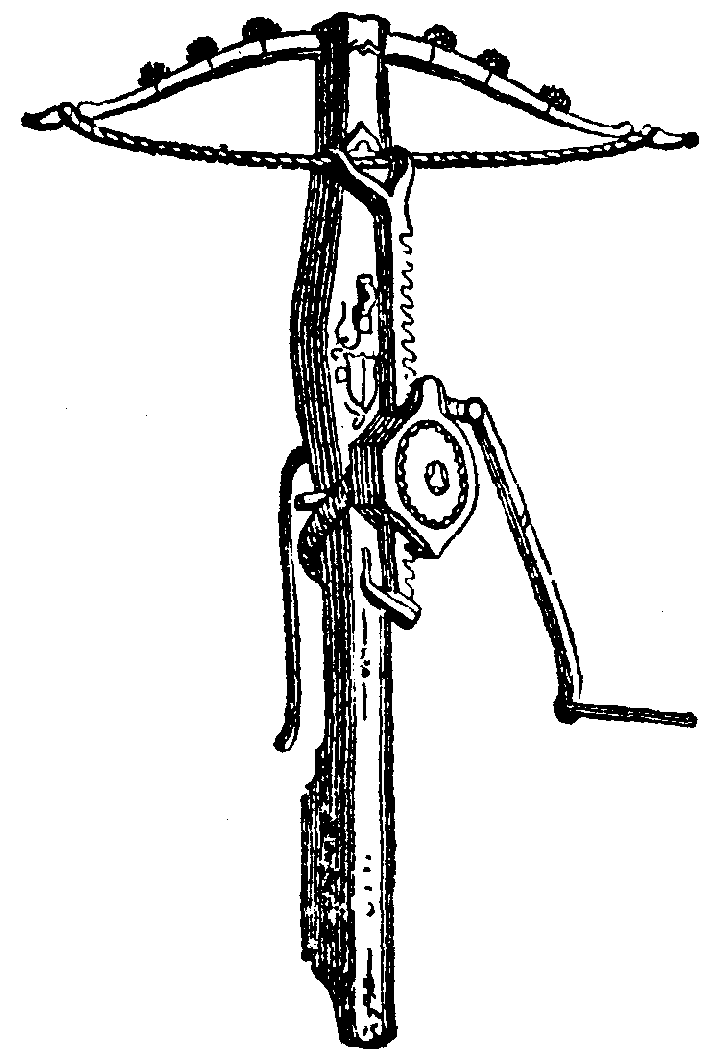
本体中央にあるハンドルがついた器具がクラニキンである

中世のイスラム世界では、7世紀頃に中国から伝わった。足で押さえ付けて弦を引くことからカウス・ッ・リジル (qaws al-rijl、足弓) とも呼ばれ、引き金の両横に足の踏み場があるカウス・ル・アッカール (qaws al‑ʿaqqār)、先端に足を掛ける金具があるカウス・ッ・リカーブ (qaws al-rikāb、鐙弓) などの発展系もある。9キログラム以上のボルトを打ち出す巨大なカウス・ル・アッカールも見られる。11世紀頃の東ローマ帝国ではtzangra,tzagra,tzarcheなどと呼び、ペルシア由来の大型クロスボウはザンブーラク（zanbūrak; ペルシア語でハチを意味する zanbur に由来）、軽量のクロスボウがアラビアで派生したものはジャルフ (jarkh) という。西欧人の武器としてカウス・イフランジイヤ (qaws ʔifranjiyya、フランク弓) とも呼ばれた。
現代のクロスボウはボディが主にプラスチックやアルミニウム、チタンなどの軽量素材で製造されており、リム（limbs, 弓の部分）は概ねグラスファイバー製である。
ボルト（矢）はアルミニウムやCFRP（炭素繊維強化プラスチック）、GFRP（ガラス繊維強化プラスチック）が用いられる。
リムに滑車が搭載されているものはコンパウンド・クロスボウ、それ以外はリカーブ・クロスボウと呼ばれる。
コンパウンド・クロスボウは滑車の原理を利用したもので、ドローウェイト（弦を引くのに必要な力）が同じリカーブ・クロスボウと比べ、同じ質量の矢を発射した場合により大きな初速を得ることができる。しかし、コンパウンド・クロスボウはリムに滑車を搭載している構造上、リム自体が重くなり前方に重心が偏るフロントヘビーになりがちである。また、弦を交換する際にボウ・プレス(bow press)と呼ばれる専用の道具を用いる必要があるため、メンテナンスの容易さではリカーブ・クロスボウが勝ると言える。

## 狩猟用
扱いやすくするため、小型化、軽量化や使用の簡便化が図られている。大型で強力なクロスボウ（ヘビー・クロスボウ）に対して、ライト・クロスボウと呼ばれることもある。西アフリカではヨーロッパ中世に使用されたタイプのクロスボウを簡略したタイプの木製のクロスボウが現在でも狩猟に用いられている。

## スポーツ用等
バリスタのように石や弾も発射可能な、ストーンボウやバレット・クロスボウなどと呼ばれるタイプのクロスボウも作られた。
変わった用途としては、クジラの科学調査のために、クジラにクロスボウで特殊な矢を射ち込んで生体サンプルを採取する事例がある。

## 近現代の兵器として
クロスボウの原型となった弓が矢よりも銃弾の方が射程・威力とも大きい銃の登場で駆逐されていったのに対し、武器の使用にさほどの熟練を必要とせずまた火器とも操作方法が共通するクロスボウは、ごく最近まで現用兵器として使われていた。
第一次世界大戦では、矢を発射するという本来の用法よりも、小型の爆発物を投擲するために使われることのほうがずっと多かった。これは、第一次大戦において、塹壕を介した対峙が頻発したことによる。銃撃は効果が薄く、手榴弾は届かない塹壕戦では、クロスボウによる爆発物投擲は大きな効果があった。
また、銃砲はハーグ陸戦条約により消音装備を使用しにくい環境が生まれたこと（その消音装備も、実際に高い効果をもつ製品が現れたのは1970年代になってから）に対し、クロスボウはその影響を受けなかった。ハーグ陸戦条約という「スポーツマンシップ」が、クロスボウに現用兵器としての活躍の場を残したと言える。
その後、投擲用クロスボウよりもずっと小型で軽量かつ連射性・遠射性が高く、小銃との併用も可能な本格的な小型爆発物投擲兵器（ライフルグレネードやグレネードランチャー等）が導入されたことにより、投擲兵器としてのクロスボウは戦場からほとんど姿を消した。しかし、消音・無音の兵器というメリットから、1970年代に銃が実用的な高性能の消音装置を得るまで、特殊部隊やスパイによって特殊作戦などで敵の歩哨（見張り）や軍用犬の殺害に使われ続けた。もっとも、殺傷力は銃に比べてはるかに劣るため、対人用のクロスボウには矢じりに様々な工夫が施されていた。

## 日本における事件と規制
2010年1月から2020年6月に全国の警察が摘発したクロスボウ使用事件は32件あり、うち13件が生命や身体に危害が加えられる殺人や殺人未遂などであった。
2020年6月、兵庫県宝塚市で4人がクロスボウ（ボーガン）で撃たれて死傷する事件（宝塚ボーガン殺傷事件）が発生。クロスボウの規制については青少年保護育成条例における有害玩具として未成年への販売・所持が禁止されていたが、成年への販売・所持については規制はなかった。事件を受けて警察庁はクロスボウにも規制を設けることが適当と判断し、同年12月17日にボーガン所持を許可制とする方向で銃刀法改正の検討を進めると発表した。警察庁が9月に設置した有識者検討会が取りまとめた報告書では、「銃刀法の改正を含めた検討を行い、（所持や販売などの規制を）できる限り速やかに講じられることを期待する」としていた。事件が発生した兵庫県では、10月にクロスボウ（ボーガン）を所持する県民に一律に届け出を義務付け、違反者には罰則を科すボーガンの安全な使用及び適正な管理の確保に関する条例が成立した。
2021年6月8日、クロスボウの使用及び販売の規制、所持の許可制を定める改正銃刀法が成立した。規制では人の生命に影響を及ぼし得るものが対象。所持には都道府県の公安委員会の許可が必要となりスポーツ用、動物麻酔用などに限り許可を受けた用途以外での発射は認められない。また使用は安全性が確保が出来た場合のみに限られる。
銃刀法の成立を受け、全国の都道府県警察では同法施行（2022年3月15日）の6か月後（同年9月14日）までクロスボウの無償回収を進めている。しかし、2021年9月15日までに950本しか回収されておらず、警察庁も「これまで規制の対象ではなかったこともあり、流通や所有者の数が把握できず、全体のどの程度回収できているか不明である」とコメントしている。
2022年11月8日、岐阜県警がクロスボウの無許可所持で男性を書類送検した。所持容疑での摘発は全国初とみられる。

## 種類
- ガストラフェテス（Gastraphetes）
- アーバレスト（Arbalest） - 弓の弦に鉄を使った大型のクロスボウ。アーバレストの名称がクロスボウ一般を指して広義に使われる場合もある。また、バリスタを指すことも。
- バリスタ - 特に大型のクロスボウ。持たずに大砲のように砲台にのせて使用することが多く、弓というよりは大砲に近い。
- 牙簽弩（または、牙籤弩） - 2017年に中国の小学生の間で流行した爪楊枝などを飛ばせるクロスボウで、3 - 15元（約50 - 250円）で販売され、瞬く間に売り切れが続出した。鉄釘を飛ばすなどの工夫を行うと窓ガラスも割る事が出来る。実際に失明などの事故も起きている。この危険性から、警察当局や保護者から販売中止要請が出されて、ECサイトでも販売自粛され[18][19]、6月29日に中国全土で販売が禁止された[20]。